# Ернесто Вальверде
Ернесто Вальверде (ісп. Ernesto Valverde, нар. 9 лютого 1964, Віандар-де-ла-Вера) — іспанський футболіст, фланговий півзахисник, нападник. По завершенні ігрової кар'єри — футбольний тренер.
Як гравець насамперед відомий виступами за «Еспаньйол» та «Атлетік».

## Клубна кар'єра
У дорослому футболі дебютував 1982 року виступами за «Алавес Б», в якому провів один сезон.
Згодом, з 1982 по 1988 рік грав у складі клубів «Алавес», «Сестао Спорт» та «Еспаньйол».
Своєю грою за останню команду привернув увагу представників тренерського штабу клубу «Барселона», до складу якого приєднався 1988 року. Відіграв за каталонський клуб наступні два сезони своєї ігрової кар'єри. У складі «Барселони» виходив на поле досить нерегулярно, проте відзначався стабільною результативністю, забиваючи в середньому 0,36 голу за гру першості. За цей час виборов титул володаря Кубка Кубків УЄФА.
1990 року уклав контракт з клубом «Атлетік», у складі якого провів наступні шість років своєї кар'єри гравця. Більшість часу, проведеного у складі «Атлетика», був основним гравцем команди.
Завершив професійну ігрову кар'єру у клубі «Мальорка», за яку виступав протягом 1996—1997 років.

## Виступи за збірні
1986 року залучався до складу молодіжної збірної Іспанії. На молодіжному рівні зіграв в одному офіційному матчі.
10 жовтня 1990 року дебютував в офіційних матчах у складі національної збірної Іспанії в матчі проти збірної Ісландії. Більше до складу збірної не викликався.

## Кар'єра тренера
Розпочав тренерську кар'єру відразу ж по завершенні кар'єри гравця, 1997 року як тренер молодіжної команди клубу «Атлетік», а з 2000 року став помічником тренера основної команди.
В 2002—2003 очолював «Більбао Атлетік», а 2003—2005 — основну команду «Атлетика».
З 2006 року тренував «Еспаньйол». Найкраще досягнення з цим клубом — вихід у фінал Кубка УЄФА, в якому зазнав поразки від «Севільї» в серії пенальті.
У 2008 році Ернесто переїхав до Греції, де пристав до роботи з місцевим «Олімпіакосом». Вальверде став найбільш високооплачуваним тренером у грецькому футболі.
З 2009 року знову працював в Іспанії, був головним тренером клубу «Вільярреал». Звільнений з посади головного тренера «Вільярреала» 31 січня 2010 року.
З 7 серпня 2011 року знову очолив тренерський штаб команди «Олімпіакос», однак вже за рік, у 2012, повернувся на батьківщину, ставши головним тренером «Валенсії». З «Валенсією» Ернесто не вдалося вирішити завдання потрапляння до зони Ліги чемпіонів і влітку 2013 року він залиші клуб. Того ж року повернувся на тренерський місток «Атлетіка» з Більбао.
29 травня 2017 року було оголошено про підписання контракту Вальверде з каталонською «Барселоною» до літа 2022 року. Проте 13 січня 2020-го клуб відправив головного тренера у відставку, замінивши його Кіке Сетьєном.

## Титули і досягнення

### Як гравця
- Володар Кубка Кубків УЄФА (1):

«Барселона»: 1988-89
- Володар Кубка Іспанії (1):

«Барселона»: 1989-90

### Як тренера
- Чемпіон Греції (2):

«Олімпіакос»: 2008-09, 2010-11
- Володар Кубка Греції (1):

«Олімпіакос»: 2008-09
- Володар Суперкубка Іспанії (2):

«Атлетік»: 2015
«Барселона»: 2018
- Володар Кубка Іспанії (2):

«Барселона»: 2017-18
«Атлетік»: 2023-24
- Чемпіон Іспанії (2):

«Барселона»: 2017-18, 2018-19